# Васильев, Иван Васильевич (генерал авиации)
Ива́н Васи́льевич Васи́льев (1900—1987) — советский военачальник, генерал-майор авиации. Участник Гражданской и Великой Отечественной войн.

## Биография
Васильев Иван Васильевич родился 17 сентября 1900 года. Русский. В ряды Рабоче-Крестьянской Красной Армии вступил добровольно в сентябре 1918 года. Участник гражданской войны. Воевал на Петроградском фронте в 1919 году и на Туркестанском фронте в 1920—1924 годах. Член ВКП(б) с 1925 года. В мае-июне 1941 г. под арестом в связи, с делом Рычагова П. В. 04.06.1941 лишен звания генерал-майор авиации. С июня 1941 начальник штаба Оренбургской военно-авиационной школы. Активный участник Великой Отечественной войны с 15 июня 1944 года. Воевал в составе войск 1-го Белорусского фронта. С 7 января 1945 года и до окончания войны полковник Васильев И. В. находился на должности начальника штаба 6-го истребительного авиационного Барановичского корпуса. В послевоенный годы продолжил службу в рядах Советской Армии. 12 декабря 1955 г. уволен в запас в звании генерал-майор авиации (восстановлен в звании 3 августа 1953 г.). За период войны награждён двумя орденами Красного Знамени, орденом Красной Звезды и орденом Кутузова 2-й степени.
Скончался в Москве 17 мая 1987 года.

## Награды
- Орден Ленина (21.02.1945)
- Орден Красного Знамени трижды (03.11.1944; 08.03.1945; 20.06.1949)
- Орден Кутузова 2 степени (31.05.1945)
- Орден Отечественной Войны 1 степени (06.04.1985)
- Орден Красной Звезды (05.12.1944)
- медали

## Воинские звания
- Комбриг — 23 декабря 1939 года
- Генерал-майор авиации — 04 июня 1940 года